# Едмунд Пурдом
Едмунд Пурдом (англ. Edmund Anthony Cutlar Purdom; 19 грудня 1924 — 1 січня 2009) — британський актор театру та кіно. Початком кар'єри стали виступи на сцені в Великій Британії та США, де виступав на Бродвеї. Після цього були численні ролі в Голлівудських та італійських фільмах.

## Біографія
Едмунд Пурдом народився в місті Велвін-Гарден сіті, Гартфордшир, Англія.

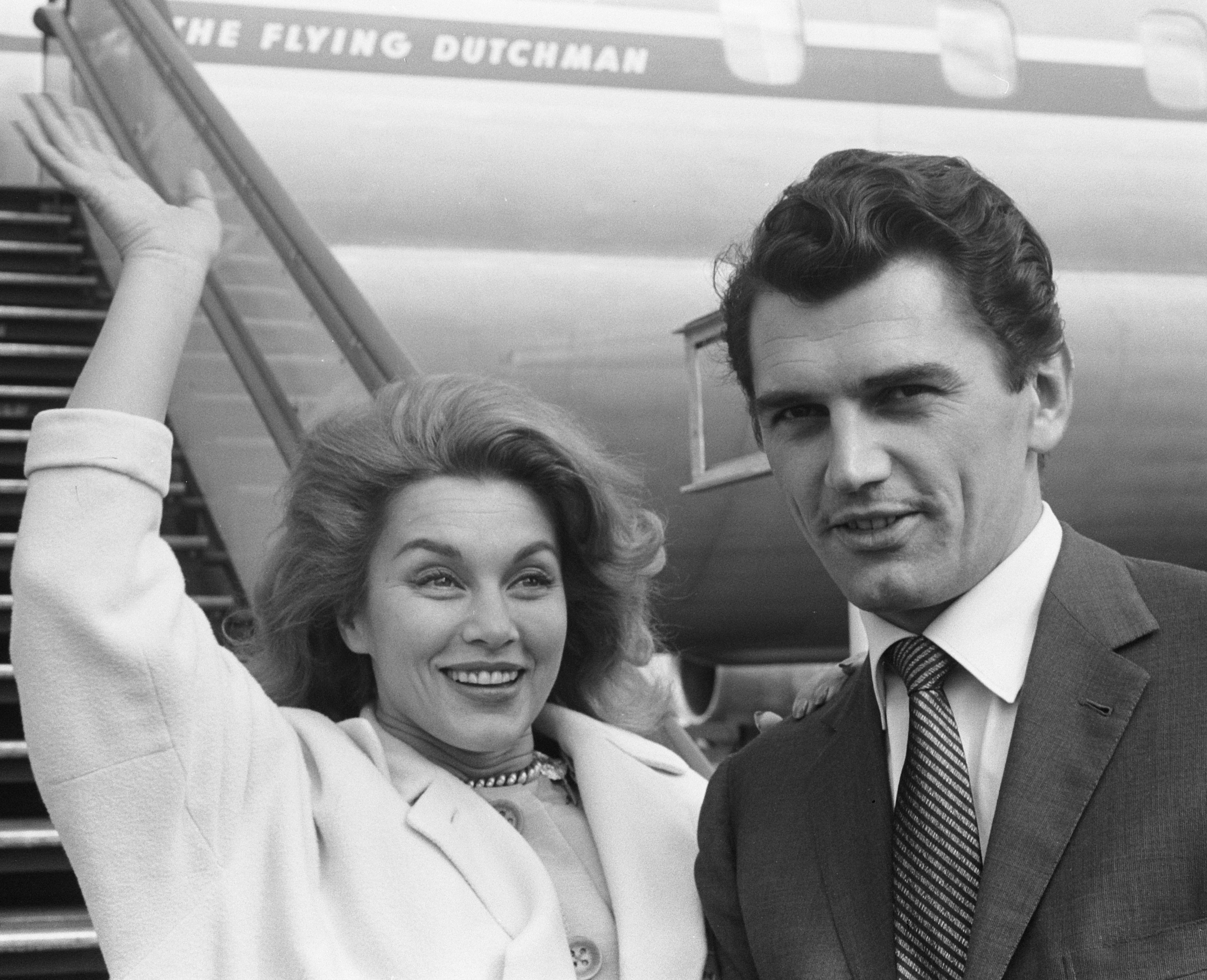
Пурдом з Ліндою Крістіан у 1962 році

Був одружений чотири рази. З 1952 по 1954 з Анітою Філвіпс, матір'ю двох його дітей, 1957 року одружився з Алісією Дарр. В період з 1962 по 1963 роки був одружений з мексиканською акторкою Ліндою Крістіан, колишньою дружиною Тайрона Павера. Четвертим шлюбом актора в 2000 році став союз з фотографкою Вів'єн Пурдом. Іх дочка Лілан Пурдом стала журналісткою для французького телеканалу TF1.
Найбільш відомою роботою в кіно стала головна роль в фільмі Єгиптянин.
Помер від серцевої недостатності 1 січня 2009 в Римі.

## Вибіркова фільмографія
| Рік  |   | Українська назва              | Оригінальна назва              | Роль                            |
| ---- | - | ----------------------------- | ------------------------------ | ------------------------------- |
| 1954 | ф | Тонкий лід                    | The Student Prince             | принц Карл                      |
| 1954 | ф | Єгиптянин                     | The Egyptian                   | Синухет                         |
| 1954 | ф | Афіна                         | Athena                         | Адам Шоу                        |
| 1955 | ф | Королівський грабіжник        | The King's Thief               | Michael Dermott                 |
| 1956 | ф | Сторонній порушник            | Strange Intruder               | Поль Кантен                     |
| 1957 | ф | Застряглі в Танжирі           | Trapped in Tangier]            | Джон Мілвуд                     |
| 1959 | ф | Щоденник Анни Франк           | The Diary of Anne Frank        | британський радіодиктор:(голос) |
| 1960 | ф | Козаки                        | The Cossacks                   | шейх Шаміль                     |
| 1960 | ф | Ніч коли було вбито Распутіна | The Night They Killed Rasputin | Распутін                        |
| 1964 | ф | Чарівні джунглі               | The Beauty Jungle              | Рекс Керік                      |
| 1988 | ф | Дон Боско                     | Don Bosco                      | Урбано Ротацці                  |